# André Mocquereau

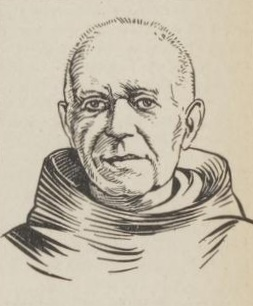
André Mocquereau

André Mocquereau, född den 6 juni 1849, död den 18 januari 1930, var en fransk musikforskare.
Mocquereau inträdde 1875 i benediktinorden, vid klostret i Solesmes, där han blev prior 1902, och efter ordens utvisning 1903 följde han med till dess nya tillflyktsort på ön Wight. Han återvände därifrån tillsammans med den övriga gemenskapen 1922. Mocquereau var upphovsman till och ledare av den stora publikationen Paléographie musicale, som påbörjadaes 1889 och återställde de medeltida kyrkosångerna i deras ursprungliga gestalt på grundvalen av omfattande handskriftsjämförelser. Verket ger fototypiska reproduktioner av gamla musikmanuskript, överflyttningar av desamma i koralnoter samt därtill fogade paleografiska studier. Dessutom utgav Mocquereau särskilda arbeten om den gregorianska sången, dess rytmik, dess förhållande till den ambrosianska och så vidare.